# 勞埃德港 (紐約州)
勞埃德港（英語：Lloyd Harbor）是位於美國紐約州薩福克縣的村。

## 人口
根據2020年美國人口普查的數據，勞埃德港的面積為27.61平方千米，當中陸地面積為24.17平方千米，而水域面積為3.44平方千米。當地共有人口3571人，而人口密度為每平方千米129人。